# Conseil national des femmes d'Irlande
Le Conseil national des femmes d'Irlande, (anglais : National Women's Council of Ireland ; irlandais : Chomhairle Náisiúnta na mBan in Éirinn), abrégé NWCI, est une organisation représentative des femmes et des groupes de femmes en Irlande.
La mission de la NWCI est d'atteindre l'égalité hommes-femmes et de donner aux femmes les moyens de travailler ensemble pour éliminer les inégalités. Il revendique une communauté de 300 000 femmes en république d'Irlande.
La NWCI a travaillé progressivement pour approfondir et élargir sa base de membres afin de représenter un large éventail d'intérêts des femmes en Irlande. Il a joué et continue de jouer un rôle déterminant dans l'élaboration du programme pour les droits des femmes en Irlande. Aux côtés d'autres organisations, il s'est prononcé contre les mesures d'austérité visant les parents seuls et d'autres groupes de femmes vulnérables. La NWCI a subi d'importantes réductions de financement pendant la période d'austérité. Ces derniers temps, la NWCI s'est particulièrement concentrée sur des questions telles que la santé mentale des femmes, la violence et l'obligation de rendre des comptes au gouvernement irlandais dans le cadre de la Convention sur l'élimination de toutes les formes de discrimination à l'égard des femmes.

## Histoire
En 1973, un groupe de féministes, présidé par Hilda Tweedy de l'Association irlandaise des femmes au foyer, a créé le Conseil pour le statut de la femme, dans le but d'obtenir l'égalité hommes-femmes. Rosaleen Mills en a été la première vice-présidente, succédant à Tweedy en 1976.
Au cours des années 90, les activités du conseil comprenaient le soutien de projets financés par le Fonds social européen et la gestion de programmes et de forums sur les femmes, et le leadership. En 1995, à la suite d'un examen stratégique, il a changé son nom en Conseil national des femmes d'Irlande.